# Sledbenici (strip)
Sledbenici je epizoda Zagora objavljena u svesci #181 u izdanju Veselog četvrtka. Na kioscima u Srbiji se pojavila 16. decembra 2021. Koštala je 270 dinara (2,27 €; 2,65 $). Imala je 94 strane. Sveska sadrži drugi deo duže epizode, koja je počela u #180, a završava se u #182.

## Originalna epizoda
Originalna sveska pod nazivom I discepoli objavljena je premijerno u #649 regularne edicije Zagora, u izdanju Bonelija u Italiji, 2. avgusta 2019. Epizodu su nacrtali Đani Sedioli i Marko Verni, a scenario napisao Moreno Buratini. Naslovnicu je nacrtao Alesandro Pičineli. Koštala je 4,4 €.

## Kratak sadržaj
Veribed objašnjava Zagoru da su ga američka vlada i rukovodstvo tajne baze "Drugde" zamolili da nastavi s eksperimentima na nekim Helingenovim otkrićima i da ga je rad doveo do otkrića grupe koja namerava da oživi Helingena, a naziva se Sledbenicima. Za to vreme, Sledbenici u robotskim oklopima kreću u napad na Fort Šartre, nekada francusko utvrđenje, potom britansko, a danas u vlasništvu američke vlade. Pošto ubiju sve vojnike, roboti predvođeni profesorom Tamblejom u podrumu utvrđenja pronalaze „Bazen za oživljavanje“, u kome treba da ponovo ožive Helingena. Sledbenici takođe poseduju akronjanski leteći tanjir i kabinu za teleportovanje, kojom iz baze „Drugde“ uspevaju da izvuku Dr. Kvariča, prvog Sledbenika, koji sada preuzima rukovođenje grupom. Kada Tambelej aktivira Bazen za oživljavanje da bi ponovo oživeo Helingena, Sledbenici otkrivaju da se u njemu nalaze dve osobe.

## Veze sa prethodnim epizodama
Ova priča nastavlja se na epizode Zagora objavljene u Veselom četvrtku #133, 134, 135, 136 i 137 u kojoj je otkrivena podzemna baza Akronjana koja je stavljena pod nadzor baze „Drugde“.

## Prethodna i naredna epizoda
Prethodna sveska Zagora nosila je naslov Misterija na brdu Natani (#180), a naredna Helingenova sudbina (#182).